# Championnat des Comores de football 2021-2022
Navigation
Saison précédente Saison suivante
La saison 2021-2022 du championnat des Comores de football est la trente-huitième édition de la première division comorienne. Après une phase régionale se déroulant du 16 novembre 2021 au 26 mars 2022, les champions de première division des trois îles des Comores (Anjouan, Grande Comore et Mohéli) s'affrontent dans une phase nationale prévue initialement du 28 mai au 11 juin 2022, avant d'être reportée du 20 au 26 juin 2022.
La tenue de la compétition est perturbée à cause de la pandémie de Covid-19. Le 26 novembre, il est annoncé que la reprise du championnat à Mohéli prévue le 27 novembre est reportée en raison de la situation sanitaire sur l'île avec notamment l'apparition du variant Delta. Deux jours plus tard, la même décision est appliquée sur l'ensemble du pays. La compétition reprend le 1er décembre avant de subir un nouvel arrêt fin décembre 2021. La phase régionale se conclut finalement début juin.
La saison se conclut sur le sacre du Volcan Club de Moroni qui obtient le 4e titre de champion de son histoire.

## Phase régionale
Le classement est établi sur le barème de points (victoire à 3 points, match nul à 1, défaite à 0).

### Grande Comore
| Rang | Équipe                     | Pts | J  | G  | N | P  | Bp | Bc | Diff |
| ---- | -------------------------- | --- | -- | -- | - | -- | -- | -- | ---- |
| 1    | Volcan Club                | 46  | 20 | 14 | 4 | 2  | 30 | 11 | +19  |
| 2    | US Zilimadjou T            | 42  | 20 | 12 | 6 | 2  | 34 | 12 | +22  |
| 3    | US Ntsaoueni P             | 29  | 20 | 9  | 2 | 9  | 29 | 27 | +2   |
| 4    | Etoile des Comores         | 19  | 20 | 8  | 5 | 7  | 24 | 22 | +2   |
| 5    | FC Malé                    | 28  | 20 | 8  | 4 | 8  | 22 | 20 | +2   |
| 6    | FC Hantsindzi              | 28  | 20 | 7  | 7 | 6  | 26 | 28 | -2   |
| 7    | Djabal FC P                | 27  | 20 | 7  | 6 | 7  | 16 | 17 | -1   |
| 8    | Aventure Club de Ouellah P | 23  | 20 | 6  | 5 | 9  | 22 | 28 | -6   |
| 9    | Alizé Fort P               | 23  | 20 | 5  | 8 | 7  | 17 | 24 | -7   |
| 10   | Ngaya Club                 | 19  | 20 | 5  | 4 | 11 | 23 | 34 | -11  |
| 11   | JACM                       | 9   | 20 | 2  | 3 | 15 | 18 | 38 | -20  |
| 12   | Elan Club                  | 0   | 0  | 0  | 0 | 0  | 0  | 0  | 0    |

- Elan Club est suspendu de toute compétition pour agression sur des officiels.
- À égalité de points et à la différence de buts particulière à l’issue de la 22e journée, Aventure Club et Alizé Fort ont disputé un match d’appui pour déterminer l'équipe reléguée en D2.

| Équipe 1                 | Résultat | Équipe 2   |
| ------------------------ | -------- | ---------- |
| Aventure Club de Ouellah | 1 - 4    | Alizé Fort |

Légende des couleurs
- Le club se maintient en première division.
- Relégation en deuxième division.

### Anjouan
| Rang | Équipe                  | Pts | J  | G  | N | P  | Bp | Bc | Diff |
| ---- | ----------------------- | --- | -- | -- | - | -- | -- | -- | ---- |
| 1    | Steal Nouvel de Sima P  | 37  | 18 | 11 | 4 | 3  | 34 | 16 | +18  |
| 2    | Étoile d'or             | 34  | 18 | 10 | 4 | 4  | 27 | 22 | +5   |
| 3    | Ngazi Sport             | 32  | 18 | 9  | 5 | 4  | 43 | 22 | +21  |
| 4    | Gombessa Sport C        | 27  | 18 | 2  | 3 | 1  | 10 | 9  | +1   |
| 5    | Yakélé Sport            | 26  | 18 | 8  | 2 | 8  | 18 | 23 | -5   |
| 6    | Chirazienne             | 25  | 18 | 6  | 7 | 5  | 31 | 30 | +1   |
| 7    | FC Atlético Mutsamudu P | 21  | 18 | 6  | 3 | 9  | 22 | 25 | -3   |
| 8    | Komorozine de Domoni P  | 20  | 18 | 5  | 5 | 8  | 28 | 31 | -3   |
| 9    | JS Bazimini             | 18  | 18 | 4  | 6 | 8  | 14 | 19 | -5   |
| 10   | AS Daoueni P            | 8   | 18 | 2  | 2 | 14 | 11 | 53 | -42  |

### Mohéli
| Rang | Équipe             | Pts | J  | G | N | P | Bp | Bc | Diff |
| ---- | ------------------ | --- | -- | - | - | - | -- | -- | ---- |
| 1    | Fomboni FC         | 29  | 14 | 9 | 2 | 3 | 28 | 15 | +13  |
| 2    | FCN Espoir         | 25  | 14 | 8 | 1 | 5 | 22 | 13 | +9   |
| 3    | FC Chihouzi        | 19  | 14 | 6 | 4 | 4 | 16 | 12 | +4   |
| 4    | Étoile du Centre   | 18  | 14 | 4 | 6 | 4 | 19 | 23 | -4   |
| 5    | Ouragan Club       | 17  | 14 | 4 | 5 | 5 | 12 | 11 | +1   |
| 6    | Belle Lumière      | 17  | 14 | 4 | 5 | 5 | 13 | 14 | -1   |
| 7    | Nouvel Espoir P    | 15  | 14 | 3 | 6 | 5 | 17 | 21 | -4   |
| 8    | Arsenal Mlabanda P | 9   | 14 | 2 | 3 | 9 | 11 | 29 | -18  |

## Phase nationale
La phase finale se tient du 20 au 26 juin 2022.

### Les équipes participantes
- Steal Nouvel de Sima - Champion d'Anjouan
- Volcan Club de Moroni  - Champion de Grande Comore
- Fomboni FC - Champion de Mohéli

### Les matchs
Tous les matchs se déroulent sur terrain neutre.
| Rang | Équipe                  | Pts | J | G | N | P | Bp | Bc | Diff |  | Résultats (▼ dom., ► ext.) | VOL | STE | FOM |
| ---- | ----------------------- | --- | - | - | - | - | -- | -- | ---- |  | -------------------------- | --- | --- | --- |
| 1    | Volcan Club de Moroni T | 6   | 2 | 2 | 0 | 0 | 2  | 0  | +2   |  | Volcan Club de Moroni T    |     | 1-0 | 1-0 |
| 2    | Steal Nouvel de Sima    | 3   | 2 | 1 | 0 | 1 | 2  | 1  | +1   |  | Steal Nouvel de Sima       |     |     | 2-0 |
| 3    | Fomboni FC              | 0   | 1 | 0 | 0 | 2 | 0  | 3  | -3   |  | Fomboni FC                 |     |     |     |

## Bilan de la saison
| Championnat des Comores de football 2021-2022 |                                  |
| Champion                                      | Volcan Club de Moroni (4e titre) |
| Coupes et trophées                            |                                  |
| Vainqueur de la Coupe des Comores 2021-2022   | Gombessa Sport                   |
| Qualifications continentales                  |                                  |
| Ligue des champions de la CAF 2022-2023       | Volcan Club de Moroni            |
| Coupe de la confédération 2022-2023           | Gombessa Sport                   |
| Promotions et relégations                     |                                  |
| Promus en première division                   | Twamaya FC                       |
| Promus en première division                   | US Séléa                         |
| Promus en première division                   | Petit Harlem                     |
| Promus en première division                   | Enfants des Comores              |
| Promus en première division                   | US Bambao                        |
| Promus en première division                   | Mrango Kavani                    |
| Promus en première division                   | FC Ouani                         |
| Promus en première division                   | US Mjamaoué                      |
| Promus en première division                   | FC Chihouzi                      |
| Promus en première division                   | Silex FC                         |
| Relégués en deuxième division                 | Aventure Club de Ouellah         |
| Relégués en deuxième division                 | Ngaya Club                       |
| Relégués en deuxième division                 | JACM                             |
| Relégués en deuxième division                 | Élan Club de Mitsoudjé           |
| Relégués en deuxième division                 | FC Atlético Mutsamudu            |
| Relégués en deuxième division                 | Komorozine de Domoni             |
| Relégués en deuxième division                 | JS Bazimini                      |
| Relégués en deuxième division                 | AS Daoueni                       |
| Relégués en deuxième division                 | Nouvel Espoir                    |
| Relégués en deuxième division                 | Arsenal Mlabanda                 |